# Абэ (род)
Клан Абэ (яп. 阿倍氏 Абэ-удзи, позже 安倍氏 Абэ-си) — один из старейших японских кланов, считающийся одним из первых кланов народа Ямато. Родоначальником клана является принц Охико-но-микото, сын Императора Когэна. С периода Асука (538—710) и в период Нара (710—794) члены клана Абэ занимали высокие должности, становились чиновниками министерского уровня, в период Хэйан (794—1185) клан приобрёл широкую известность, которую сохранял в течение периодов Сэнгоку (XV—XVII века) и Эдо (1603—1868).

## История
В 658—660 годах генерал Абэ-но Хирафу воевал с эмиси в кампаниях в восточной и северной частях Японии, в 661 году возглавлял экспедицию в Корею. В 663 году Ямато поддержало государство Пэкче в войне с Силлой, Абэ-но Хирафу возглавлял 30-тысячный отряд в битве при реке Пэккан, в которой участвовали Ямато и Пэкче с одной стороны, Тан и Силла с другой. 
В эру Энряку или Конин (конец VIII или начало IX века) клан был переименован с 阿倍氏 на 安倍氏, при этом название на русском языке не изменилось, так как чтение осталось прежним.
В IX веке Ямато захватило земли эмиси, клан Абэ был назначен в эти земли в качестве надзирателей для контроля местных жителей, в результате эмиси были ассимилированы и стали представлять собой помесь бывших эмиси с японскими иммигрантами (Ямато). Клан Абэ, воспользовавшись своим положением, взял под свой контроль так называемые Року-оку-гун, шесть районов, расположенных в центре современной префектуры Иватэ около реки Китаками.
Согласно сочинению «Удзисюи моногатари», клан Абэ в 1051-1062 годах руководил восставшими самураями в войне Дзэнкунэн, воевал с правительственными войсками, возглавляемыми Минамото-но Ёриёси и Минамото-но Ёсииэ. Абэ-но Ёритоки, возглавляющий шесть уездов в провинции Муцу, считавший поражение неминуемым, примерно с двумя десятками местных жителей переплыл море и добрался до Кококу (Ху-го, то есть страны «восточных варваров»). Там, однако, они встретили отряд вооружённых людей, и Абэ-но Ёритоки решил вернуться. Вскоре он был убит в бою шальной стрелой и борьбу с правительственными войсками продолжил его сын Садато. Через несколько лет Садато был убит, а его младший брат Мунэто был пленён и вывезен на остров Сикоку, где впоследствии якобы стал монахом. Данная история может свидетельствовать о проникновения айнов в устье Амура и их контактах с чжурчжэнями.
Однако в другом историческом памятнике «Сказание о Ёсицунэ» история Абэ-но Ёритоки излагается по-другому: при жизни он (в источнике — «правитель Абэ Гон-но Ками») «ежегодно являлся в столицу и никогда не навлекал на себя неудовольствия государя», а многолетняя война началась уже после его смерти. В одном из последовавших сражений «облачённый в красно-оранжевый шёлк Абэ Садато пал на равнине Идатэ», а «его младший брат Мунэто был взят в плен».

## Виднейшие представители
- Абэ-но Хирафу, также известный как Абэ-но Оми, генерал Ямато (575—664), губернатор провинции Коси.
- Абэ-но Сэймэй (921—1005), полулегендарный японский мистик, практиковавший оммёдо
- Абэ-но Ёритоки (?-1057), сын Абэ-но Тадаёси, правитель шести уездов в провинции Муцу.
- Абэ-но Садато (1019—1062), старший сын Ёритоки
- Абэ-но Мунэто (1032—1108), младший брат предыдущего
- Абэ Масакацу (1541—1600), вассал Токугава Иэясу.
- Абэ Масацугу (1569—1647), старший сын предыдущего, вассал клана Токугава.
- Абэ Масахиро (1819—1857), 11-й глава рода Абэ, 7-й правитель Фукуяма-хана